# 최주환
최주환(崔周煥, 1988년 11월 29일 ~ )은 KBO 리그 키움 히어로즈의 내야수, 지명타자이다.

## 두산 베어스시절
2006년에 입단하였다. 초반에는 주로 3루수로 출전하다가 오재원, 고영민의 부상으로 인해 원래 포지션인 2루수로 복귀했다.

## 상무 야구단시절
2010년에 입대하였다. 2군에서 활약했고 2012년에 제대하였다.

## 두산 베어스복귀
복귀 후 3루수와 2루수로 번갈아 출장했다. 2012년 4월 7일 넥센전에서 대타로 나왔지만 범타 처리됐고 다음 경기에서도 대타로 나와 범타 처리된 후 2군으로 내려갔다. 5월 말에 이종욱이 부진으로 2군으로 내려가며 그가 대신 1번 타자로 출장하였다. 2014년에는 이원석의 부상 및 부진으로 인해 3루수로 많이 출전했다. 2015년 4월 18일 롯데전에서 끝내기 3점 홈런으로 승리를 이끌었다.

## SSG 랜더스시절
2020년 시즌 후 첫 FA 자격을 얻었고, 2020년 12월 11일에 4년간 계약금 12억원, 연봉 총액 26억원, 옵션 4억원을 포함해 최대 42억원에 계약하며 이적하였다. 그의 보상 선수로는 강승호가 지명됐다.

## 키움 히어로즈시절
2024년 KBO 리그 2차 드래프트를 통해 이적하였다.

## 논란
- 2023년 6월 16일에 역대 115번째 통산 네 자릿수 안타를 기록했는데 그 공을 돌려받지 못했다며 본인의 SNS에 그 공을 가져간 팬의 얼굴을 대놓고 올려 논란이 됐다. 해당 팬은 공을 돌려준다는 댓글을 남겼고, 이후 논란이 심해지자 사과 후 본인의 SNS를 비공개로 전환했다.

## 배우자
- '김수연' (2020년 ~ 현재)

## 응원가
- 두산 베어스 시절
  - 로버트 파머 - 'Bad case of loving you'를 각색했다.

- SSG 랜더스 시절
  - 싸이 - '예술이야'를 각색했다.

## 출신 학교
- 광주학강초등학교
- 광주동성중학교
- 광주동성고등학교

## 별명
- '그는 주전이 딱'이라는 말의 줄임말인 '최주딱'이라고 불린다.
- 2014년 당시 같은 팀의 외국인 타자였던 호르헤 칸투가 포켓몬스터의 피카츄를 닮았다고 해서 '피카츄'라고 불린다.

## 통산 기록
| 연도 | 팀명   | 타율  | 경기 | 타수 | 득점 | 안타 | 2루타 | 3루타 | 홈런 | 루타 | 타점 | 도루 | 도실 | 볼넷 | 사구 | 삼진 | 병살 | 실책 |
| ---- | ------ | ----- | ---- | ---- | ---- | ---- | ----- | ----- | ---- | ---- | ---- | ---- | ---- | ---- | ---- | ---- | ---- | ---- |
| 2006 | 두산   | 0.000 | 4    | 3    | 0    | 0    | 0     | 0     | 0    | 0    | 0    | 0    | 0    | 0    | 0    | 2    | 0    | 0    |
| 2007 | 두산   | 0.000 | 3    | 3    | 0    | 0    | 0     | 0     | 0    | 0    | 0    | 0    | 0    | 0    | 0    | 0    | 0    | 0    |
| 2008 | 두산   | 0.267 | 16   | 15   | 3    | 4    | 2     | 1     | 0    | 8    | 6    | 0    | 0    | 1    | 0    | 4    | 0    | 1    |
| 2009 | 두산   | 0.000 | 9    | 10   | 0    | 0    | 0     | 0     | 0    | 0    | 0    | 0    | 0    | 0    | 1    | 2    | 0    | 1    |
| 2012 | 두산   | 0.271 | 81   | 210  | 29   | 57   | 11    | 2     | 2    | 78   | 22   | 4    | 3    | 18   | 3    | 23   | 2    | 4    |
| 2013 | 두산   | 0.297 | 47   | 91   | 12   | 27   | 5     | 1     | 2    | 40   | 10   | 1    | 0    | 8    | 0    | 9    | 3    | 1    |
| 2014 | 두산   | 0.280 | 82   | 189  | 38   | 53   | 14    | 0     | 4    | 79   | 31   | 1    | 1    | 14   | 2    | 25   | 1    | 3    |
| 2015 | 두산   | 0.282 | 100  | 238  | 34   | 67   | 16    | 2     | 5    | 102  | 32   | 0    | 3    | 25   | 3    | 34   | 6    | 8    |
| 2016 | 두산   | 0.281 | 85   | 160  | 21   | 45   | 11    | 0     | 2    | 62   | 22   | 0    | 0    | 12   | 4    | 19   | 2    | 2    |
| 2017 | 두산   | 0.301 | 129  | 399  | 65   | 120  | 16    | 6     | 7    | 169  | 57   | 3    | 2    | 38   | 9    | 58   | 10   | 7    |
| 2018 | 두산   | 0.333 | 138  | 519  | 87   | 173  | 39    | 6     | 26   | 302  | 108  | 1    | 0    | 51   | 10   | 89   | 5    | 3    |
| 2019 | 두산   | 0.277 | 87   | 285  | 27   | 79   | 13    | 0     | 4    | 104  | 47   | 0    | 0    | 28   | 1    | 35   | 10   | 3    |
| 2020 | 두산   | 0.306 | 140  | 509  | 63   | 156  | 29    | 4     | 16   | 241  | 88   | 2    | 2    | 47   | 7    | 66   | 7    | 10   |
| 2021 | SSG    | 0.256 | 116  | 406  | 50   | 104  | 16    | 0     | 18   | 174  | 67   | 2    | 1    | 53   | 9    | 84   | 7    | 11   |
| 2022 | SSG    | 0.211 | 97   | 298  | 36   | 63   | 14    | 2     | 9    | 108  | 41   | 0    | 0    | 29   | 4    | 55   | 5    | 11   |
| 2023 | SSG    | 0.235 | 134  | 426  | 48   | 100  | 24    | 0     | 20   | 184  | 63   | 0    | 0    | 44   | 4    | 94   | 6    | 9    |
| 2024 | 키움   | 0.257 | 130  | 482  | 49   | 124  | 23    | 1     | 13   | 188  | 84   | 0    | 1    | 47   | 6    | 92   | 12   | 6    |
| 통산 | 17시즌 | 0.276 | 1398 | 4243 | 562  | 1172 | 233   | 25    | 128  | 1839 | 594  | 14   | 13   | 415  | 63   | 691  | 76   | 80   |

- 굵은 글씨는 해당 시즌 최고 기록